# Palimpseste (roman)
Pour les articles homonymes, voir Palimpseste.
Palimpseste (titre original : Palimpsest) est un roman court de science-fiction écrit par Charles Stross et initialement publié en 2009 dans son recueil Wireless. Il a obtenu le prix Hugo du meilleur roman court 2010.

## Résumé
Pierce est un agent de la police de la Stase, une institution vouée à la préservation de l'espèce humaine au travers de ses agents capables de voyager à travers le temps. Et à chaque fois que l'humanité s'éteint, la Stase réensemence La Terre pour qu'une nouvelle génération d'humains se développe. Mais l'Opposition, une organisation qui semble lutter contre la Stase, s'est organisée au fil du temps et il semble que Pierce y soit plus ou moins lié.

## Éditions
- Palimpsest, in Wireless, Ace Books, juillet 2009, 336 p.  (ISBN 978-0-441-01719-5)
- Palimpseste, J'ai lu, coll. « Nouveaux Millénaires » 28 mai 2011, trad. Florence Dolisi, 160 p.  (ISBN 978-2-290-03572-6)
- Palimpsest, Subterranean Press, 31 août 2011, 136 p.  (ISBN 978-1-596-06421-8)
- Palimpseste, J'ai lu, coll. « Science-fiction » no 11325, 6 janvier 2016, trad. Florence Dolisi, 127 p.  (ISBN 978-2-290-12172-6)